# Embarazo en personas transgénero
El embarazo en personas transgénero es la gestación de uno o más embriones o fetos en personas transgénero. Hoy en día, esta posibilidad depende en gran medida de los órganos reproductivos que la persona gestante lleva de nacimiento y de los tratamientos de transición que alteran su fertilidad. Las personas transgénero embarazadas o que desean estarlos se enfrentan a problemas médicos, legales y psicológicos específicos.

## Hombres trans

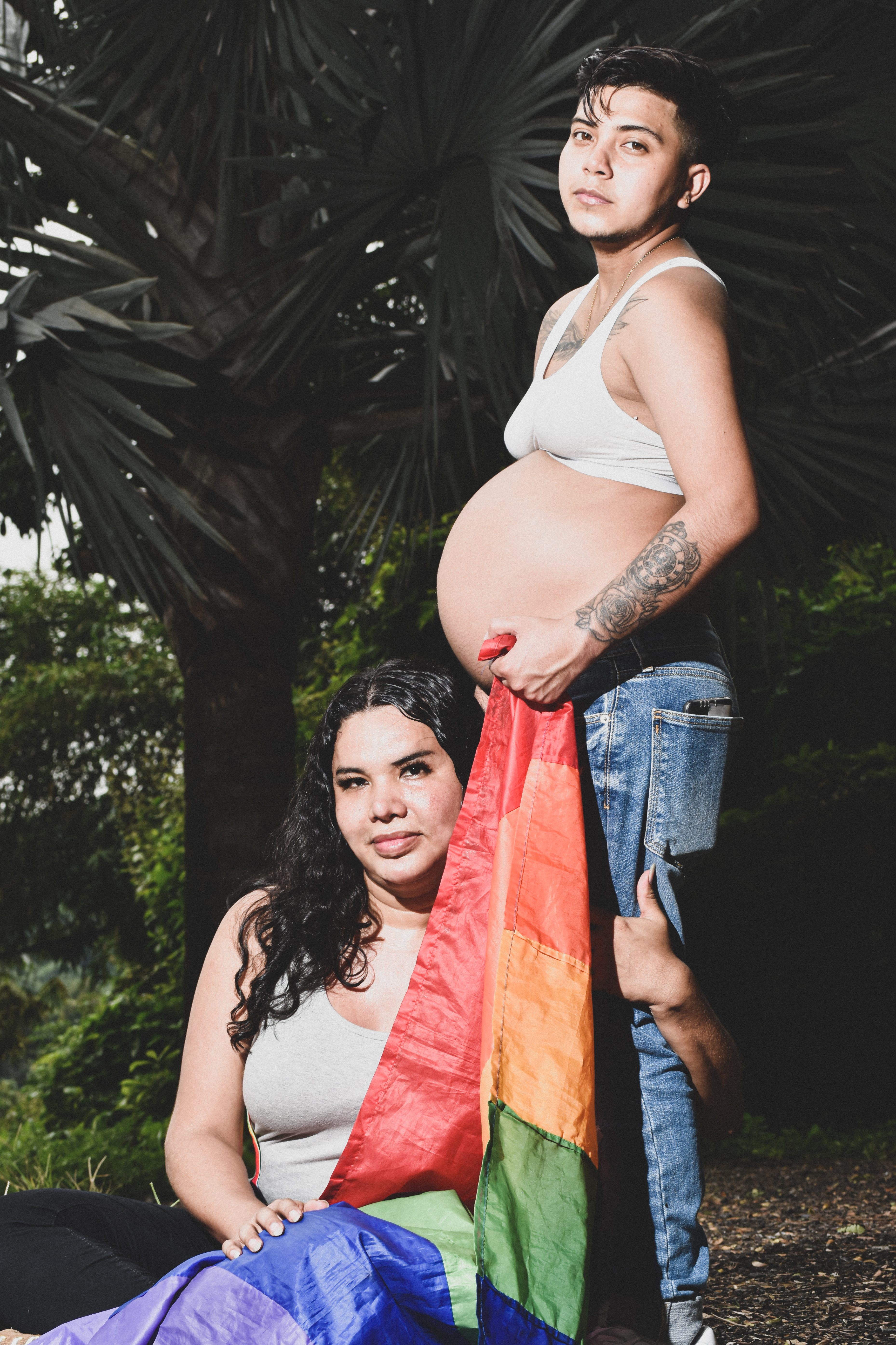
Zack Elías, hombre trans embarazado, y su esposa, Diane Rodríguez, también trans.

El embarazo es posible para los hombres transgénero que mantienen los ovarios y el útero funcionando, como en el caso de Thomas Beatie. Con o sin terapia de reemplazo hormonal previa, el proceso de embarazo y los procedimientos de parto suelen ser idénticos a los de mujeres cisgénero. Se demostró que el uso histórico de TRH no tiene por qué provocar efectos negativos sobre la estimulación ovárica; los índices de función folicular y de madurez de ovocitos no vieron mayores diferencias frente a un historial de uso de testosterona por parte de hombres trans. A pesar de esto, muchos hombres trans son objeto de discriminación durante sus embarazos, debiendo lidiar con una variedad de experiencias sociales, emocionales y médicas negativas, siendo que el embarazo se considera propia de mujeres biológicas de manera excluyente. Según el estudio "Hombres transgénero que experimentan un embarazo después de su transición de género de mujer a hombre" realizado por el Colegio Estadounidense de Obstetras y Ginecólogos, hay una falta de concienciación, de servicios y de asistencia médica a disposición de hombres transgénero embarazados. La falta de acceso de estos servicios puede hacer difícil encontrar una atención prenatal cómoda y segura, y generar riesgo por prácticas inseguras y perjudiciales. Además, el estudio expuso que varias personas reportaron sentir disforia de género y una sensación de marginación debido a los cambios físicos drásticos experimentados durante el embarazo, como senos más grandes, a lo que se suma una recepción pública diferente de su identidad de género.
La terapia de testosterona alteran la fertilidad, pero muchos hombres trans que quedaron embarazados lo lograron dentro de los seis meses posteriores de suspender la testosterona. Se demostró que la testosterona no es un método anticonceptivo eficaz. Que un feto esté expuesto a altos niveles de testosterona exógena resulta teratogénico, e impacta sobre todo en el primer trimestre de desarrollo cuando aún no se identifica el embarazo. Además, quienes experimentan amenorrea (un efecto secundario común por testosterona exógena) pueden presentar desafíos adicionales a la hora de identificar embarazos tempranos por la falta de regularidad en sus ciclos menstruales que, al no cumplirse, podrían indicar un embarazo, por ejemplo. Por esta razón, es importante que las personas tanto gestantes como profesionales de la salud discutan a fondo las metas de fecundidad, la planificación familiar y las opciones anticonceptivas en el marco de una atención con amplia perspectiva de género. Estudios previos de embarazos en mujeres cis asocian niveles altos de andrógenos endógenos a un peso menor en el recién nacido, pero no está claro cómo podría la testosterona en una persona trans gestante afectar el peso del por-nacer. Se pueden lograr embarazos futuros mediante un banco de ovocitos, pero el proceso puede generar más disforia de género y ser de difícil acceso por falta de cobertura médica. La terapia de testosterona no es un método anticonceptivo eficaz, y los hombres trans pueden experimentar un embarazo no deseado, en especial si se saltan dosis. Hay muy pocas investigaciones sobre el embarazo y aborto para las personas transgénero y hay una necesidad de poder tener más información sobre este tema. Los embarazos pueden dar lugar a que los hombres transgénero o las personas no binarias consideren tener un aborto o incluso intenten el autoinducirse un aborto. En materia de opciones de parto, están el parto vaginal y la cesárea, y se debe tener en cuenta la preferencia de la persona gestante para reducir la disforia de género asociados a ciertos cambios y sensaciones físicas. Según la Encuesta Nacional de Discriminación Transgénero, se halló que las tasas de suicidio y depresión posparto son más altas en personas trans que el promedio. Esto puede atribuirse a factores como falta de apoyo social, discriminación y falta de capacitación adecuada por parte de profesionales de la salud. Otra cuestión posparto importante para los hombres trans es si reanudar o no la terapia con testosterona. No existe evidencia actual que demuestre que la testosterona ingresa a la leche en cantidades significativas. Sin embargo, unos niveles elevados de testosterona pueden suprimir la lactancia y las pautas generales recomiendan que los hombres trans no comiencen la terapia de testosterona al estar amamantando. Los hombres trans que deciden realizarse una mastectomía pueden aún conservar la capacidad de dar mama.
Entre el abanico de tratamientos transgénero disponibles, como las intervenciones quirúrgicas y médicas, existen los que ofrecen la opción de preservar la fertilidad tanto como los que pueden comprometer la posibilidad de embarazo (incluida la salpingooforectomía bilateral y la histerectomía total).
Se debe tener muy presente la salud mental de las personas transgénero durante el embarazo. Está demostrado que la tasa de tendencias suicidas es más alta en personas transgénero, quienes reciben apoyo social de su entorno y sus familiares en menor nivel que las personas cisgénero. Sumado a esto, muchas personas transgénero embarazadas informaron sobre cómo importan la actitud de profesionales de la salud a la hora de elegir un proveedor, y muchas personas transgénero optan por servicios de partería en lugar de todo lo que conlleva dar a luz en un hospital.

### Estadísticas
Según Medicare (Australia) las cifras de una de las pocas encuestas nacionales hechas a partir de 2020 reflejaron 75 hombres trans dando a luz de forma natural o por cesárea en ese país en el 2016, y 40 en el 2017.

## Personas no binarias
Las personas no binarias con un sistema reproductivo femenino funcional pueden dar a luz. Las personas no binarias asignadas mujeres al nacer tienen más probabilidades de quedar embarazadas que las personas trans binarias, ya que es menor el deseo de buscar procedimientos médicos de afirmación de género que interfieran con la fertilidad.
No todas las personas no binarias (o personas trans de cualquier identidad de género) hacen una transición médica con terapia de reemplazo hormonal (TRH) o cirugía debido a varios factores que van desde sus condiciones médicas, su accesibilidad y sus gastos, pero aquellas que sí lo hacen deben interrumpir su TRH para llevar el embarazo a cabo.[cita requerida] Puede ser más común el embarazo no deseado en aquellas personas no binarias que hacen terapia de testosterona en bajas dosis. Los familias no binarias eligen si se les llama "mamá" o "papá", o si quieren utilizar etiquetas no binarias o de género neutral recién acuñados.
Existen experiencias de personas no binarias escritas y perfiladas como las de Rory Mickelson, Braiden Schirtzinger, y Mariah MacCarthy.

## Mujeres trans
Las mujeres transgénero no poseen la anatomía reproductiva necesaria para el desarrollo embrionario y fetal. A la fecha de 2019, aún no se pudo realizar con éxito un trasplante de útero en mujeres transgénero. En 1931, un intento de trasplante de útero provocó la muerte de Lili Elbe.
La Sociedad Internacional de Trasplante Uterino (ISUTx) se estableció en 2016, con 70 científicas y médicos clínicos, además de contar hoy con 140 delegados intercontinentales. Su objetivo es "mejorar la atención médica en materia de trasplante uterino con el apoyo de avances científicos".
El trasplante uterino (o UTx) ha experimentado un notable avance desde su introducción. Hasta julio de 2022, se llevaron a cabo alrededor de 100 procedimientos mundialmente según Hospital Clínico y Provincial de Barcelona, con una impresionante tasa de viabilidad del 80%. En este periodo, se registraron 30 nacimientos exitosos resultantes de úteros trasplantados. Este progreso significativo refleja un aumento significativo con respecto a los datos anteriores a 2019, cuando se realizaron al menos 42 procedimientos a nivel mundial, con 12 nacimientos exitosos.
El trasplante uterino, según el cirujano Christopher Inglefield, fundador de la Clínica Transgénero de Londres, es considerado 'esencialmente idéntico' al procedimiento aplicado en mujeres cisgénero. Inglefield destaca la importancia pionera de estos nacimientos, afirmando que son extremadamente significativos para cualquier mujer trans que desee tener su propio hijo. Además, el cirujano plástico Narendra Kaushik, a cargo de intervenciones quirúrgicas para proporcionar úteros a mujeres transgénero, expresó su perspectiva optimista sobre el futuro de esta tecnología. Kaushik, desde su clínica de reasignación de género en Nueva Delhi, enfatiza que muchas mujeres trans desean ser lo más femeninas posible, incluyendo la posibilidad de ser madres mediante un trasplante de útero. Según Kaushik, este procedimiento es parte del avance médico equiparable a trasplantes de otros órganos como riñones, y aunque no puede predecir exactamente cuándo ocurrirá, confía en que sucederá muy pronto, destacando la optimización de sus planes para llevarlo a cabo.
En el 2012, la Universidad McGill publicó los "Criterios de Montreal para la viabilidad ética del trasplante uterino", un conjunto de criterios propuestos para realizar trasplantes uterinos, en Transplant International. Bajo estos criterios, solo podría ser ético que una mujer cisgénero sea considerada receptora de un trasplante. Puede que carezca de justificación el hecho de que se excluya a mujeres trans de la candidatura.

## Sociedad y cultura
Unicode introdujo emojis de "hombre embarazado" y "persona embarazada" en su versión 14.0, aprobada en septiembre del 2021.